# Yakuza 3
Yakuza 3 —  пригодницька гра, розроблена командою CS1 Team (зараз відома як Ryu Ga Gotoku Studio) та видана компанією Sega для PlayStation 3. Гра вийшла у 2009 році в Японії та Південно-Східній Азії, а також роком пізніше у Північній Америці та Європі. Це третій тайтл основної частини серії Yakuza.
Ремастер для PlayStation 4 з покращеною частотою кадрів та роздільною здатністю вийшов у 2018 році в Японії та роком пізніше у цифровому вигляді відбувся світовий реліз. У 2020 році вийшла також фізична колекція The Yakuza Remastered Collection до якої увійшли Yakuza 3, Yakuza 4 і Yakuza 5. The Remastered Collection у електронному вигляді з'явилася також на Microsoft Windows та Xbox One у 2021 році.
За перший місяць після релізу Yakuza 3 тричі поспіль потрапляла в десятку найкращих за версією японського рейтингу Media Create та, перетнувши позначку в півмільйона проданих копій вже через три тижні після релізу, стала однією з найбільш продаваних ігор для PS3 того часу.

## Ігровий процес

Геймплей під час бойового зіткнення: на екрані життєві показники протагоніста і його опонента, при необхідності також виводиться інформація про екіпіровану зброю (якщо вона є)

Бойова система все ще майже не відрізняється від Yakuza і Yakuza 2, хоча фіксована камера з попередніх двох частин тут замінена на інтерактивну, що дозволяє гравцю вільно обертати її навколо протагоніста. Більшість об'єктів на вулицях можна використовувати як зброю в сутичках. Прийоми добивань та інші покращення можна придбати за бали досвіду, які гравець отримує з підвищенням рівня Кірію. Одним з нововведень є механіка погоні, котра ініціюється, коли ворог намагається втекти. «Індикатор погоні» внизу екрана показує витривалість обох персонажів, і той, чий індикатор вичерпається першим, програє. У більшості сутичок з переслідуванням Кірію може боротися зі своїм супротивником, щоб виснажити його скоріше. Наприклад, кидати у противника знайдені на дорозі пляшки або просто зроблений вчасно удар під зад повалить опонента на землю. В певні моменти сюжету Кірію зустріне бойових майстрів (всього їх чотири), котрі покращать його атрибути та розширять арсенал прийомів.
Ще одним нововведенням стали «Одкровення». Це особливо сильні бойові прийоми, котрі Кірію може вивчити, ставши свідком певних незвичних подій під час своїх пригод, які надихнуть його на створення нового прийому. Загалом у Yakuza 3 таких прийомів десять.
У грі також присутня механіка броні та зброї. У обох доступних гравцю містах, Камурочо і Рюкію, Кірію може знайти майстерню з ремонту зброї та броні під назвою Kamiyama Works. Знайшовши необхідні рецепти та запчастини до них, можна змайструвати різноманітне спорядження, а також відремонтувати та вдосконалити його.
В Yakuza 3, як і у всіх іграх цієї серії представлений широкий асортимент міні-ігор, котрий в порівнянні з попередніми двома іграми тут тільки розширили. Тут представлені класичні аркадні ігри Sega, дартс, боулінг, караоке, пул, гольф, рибалка, покер, рулетка, блекджек, шьоґі, маджонґ, кой-кой, ойчо-кабу, ці-ло, чо-хан, бейсбол, кран, масаж, кабаре клуб.

## Сюжет

### Сетинг
Сюжет Yakuza 3 розгортається через рік після подій попередньої частини і є її прямим продовженням. Дія гри відбувається в Камурочо́, що є реалістичним відтворенням Кабукічо в Токіо, а також у Рю́кію, що є реалістичним відтворенням міста Наха в Окінаві. 
У січні 2007 року, одразу після завершення подій в Камурочо, Казума Кірію (Такая Курода) разом зі своєю прийомною донькою Харукою (Куґімія Ріе) прощаються зі своїми друзями та переїжджають в Окінаву, де Кірію заступає на посаду керівника дитячого сиротинця. 
Синопсис
Перед своїм відбуттям Кірію просить Ґоро Маджіму (Хіденарі Уґакі) повернутися в Тоджо і допомогти новопризначеному шостому голові клану, Дайґо Доджимі (Сатоші Токушіґе). У 2008 році на сиротинець починають насуватися неприємності, коли від орендодавців приходить повідомлення про виселення. Після конфронтації з місцевим кланом якуза, що володіють землею, де побудовано сиротинець, стає відомо що патріарх клану Шиґеру Накахара (Шиґеру Ізумія) збирається продати землю токійським інвесторам для будівництва курорту. Через якийсь час волею долі Кірію рятує дочку патріарха від викрадачів і той на знак подяки відмовляється від свого задуму продажу землі. За допомогою Дайґо вдається з'ясувати, що викрадення дитини було сплановано задля отримання земельної ділянки в рамках схеми, пов'язаної з «Законопроєктом про розширення військової бази» міністра оборони Рюджо Тамії (Акіо Оцука). Дізнавшись, що на цій землі знаходиться притулок Кірію, Дайґо відмовляється залучати клан Тоджо у цей будівельний план.
Роком пізніше паралельно один одному відбуваються замахи на Дайґо у Токіо та Накахару у Окінаві, в наслідок яких важко поранений Дайґо впадає в кому, а документи на сиротинець викрадають з офісу Накахари. Кірію вирушає до Камурочо, де його старий друг Макото Дате (Казухіро Ямаджі) розповідає про трьох підозрюваних: Йошитака Міне (Накамура Шидо II), голова клану Хакухо; Ґо Хамазакі (Джордж Такахаші), пов'язаний з китайською мафією; та Цуйоші Канда (Хіроюкі Міясако), голова клану Нішикіяма. Після короткого розслідування Канда виявляється непричетним, а в той же час Кірію дізнається, що саме фірма Ґоро Маджіми раніше отримала контракт на будівництво курорту. Після конфронтації Маджіма пояснює, що контракт йому свого часу підкинув Хамазакі. Невдовзі стає відомо, що після невдалого замаху китайської мафії на Кірію, Хамазакі разом зі всім своїм кланом вбито, ймовірно, китайцями.
Міністр оборони Тамія зустрічається з Кірію і пояснює, що обидва конкуруючих проєкти будівництва — і курорт, і розширення військової бази є частиною операції ЦРУ з ліквідації угруповання контрабандистів зброї, відомого як «Чорний понеділок». За укладеною з Тамією угодою, Кірію допомагає тому врятувати свого підлеглого від замаху на вбивство, а взамін Тамія зупиняє вже неактуальні для нього проєкти. Повернувшись додому, Кірію застає повністю зрівняний з землею сиротинець і дізнається, що оскільки Дайґо свого часу відмовився залучати кошти Тоджо в забудовний проєкт, ЦРУ уклали таємну угоду з кланом Харухо на чолі з Міне. Кірію поспішає у Токіо і у лікарні поряд з все ще непритомним Дайґо знаходить Міне, котрий збирається зробити тому евтаназію і захопити клан Тоджо. У бойовому зіткненні Кірію перемагає Міне, а опритомнівшему Дайґо вдається застрелити агентів ЦРУ.
В епілозі Кірію прощається зі своїми друзями в Токіо і разом з Харукою знову вирушають до Окінави. На шляху його вже чекає дивом виживший після помсти китайської мафії Хамазакі, який звинувачує Кірію у смерті свого клану і завдає йому удару ножем. Тяжко поранений Кірію, здається, промовляє свої передсмертні слова до Харуки, але у сцені після титрів з'ясовується, що Кірію вижив і відпочиває в Окінаві.

## Розробка
Розробка Yakuza 3 розпочалася одразу після завершення роботи над Ryū ga Gotoku Kenzan! і тривала загалом вісім місяців. Після японського релізу з'явилася інформація про те, що Sega не планує випускати цю серію за межами Японії далі. Ця інформація була спростована у грудні 2009 року, коли локалізовану для Північної Америки та Європи версію Yakuza 3 анонсували на весну 2010 року. За прикладом попередньої гри серії, в локалізації залишили оригінальну аудіодоріжку, додавши лише англомовний текстовий переклад. Також із західного релізу гри було прибрано декілька другорядних квестів та міні-ігор. Ця цензура була зустрінута критикою з боку гравців, що змусило Sega повернути частину вирізаного контенту у ремастері для PlayStation 4, що вийшов десятьма роками пізніше.

### Маркетинг
Окрім вже звичної для цієї серії співпраці з компаніями Suntory, Matsuya і Don Quijote для Yakuza 3 Sega уклали контракт з японським модним журналом Koakuma Ageha. Топ-моделі видання Саяка Аракі, Ері Тоука, Ріна Сакураї, Шизука Муто, Ріхо Нішияма, Ріна Айкава і Нему з'явилися в ролях хостес у міні-грі кабаре клубу. Також була запущена кампанія зворотного маркетингу з виробником продуктів харчування Ace Cook для випуску спеціальної серії рамену швидкого приготування. Граючи в Yakuza 3, гравці знайдуть їдальню під назвою Kyushu Ichibanboshi, що співпадає з назвою нового продукту. Завітавши туди, гравці можуть поспілкуватися з менеджером, який розповість їм історію створення цього продукту в реальному світі. До списку брендів, з якими Sega проводили спільну маркетингову кампанію, увійшла також мережа караоке-барів Karaoke-Kan. В Yakuza 3 з'явилась нова QTE міні-гра караоке і реалістично змодельовані на основі реальних однойменні бари.
До японського релізу гри Sega сумісно з Sony випустили лімітовану (всього 10 тис.) серію консолей PlayStation 3 під назвою «Rising Dragon». До комплекту увійшли копія гри та система PS3 білого кольору з принтом татуювання у вигляді дракона.

## Оцінки і відгуки
| Агрегатор  | Оцінка |
| ---------- | ------ |
| Metacritic | 79/100 |

| Видання        | Оцінка |
| -------------- | ------ |
| 1Up.com        | А-     |
| Eurogamer      | 8/10   |
| Famitsu        | 38/40  |
| GameRevolution | А-     |
| GameSpot       | 8/10   |
| IGN            | 8,5/10 |

Yakuza 3 отримала «загалом позитивний» рейтинг на агрегаторі рецензій Metacritic, набравши 79 балів.
Загалом рецензенти залишились задоволеними геймплеєм гри, хвалячи різноманітність прийомів і критикуючи загальну частоту сутичок. На думку Гейді Кепса з GamePro: «управління під час бойових зіткнень як і раніше інтуїтивно зрозуміле, швидке та легке для сприйняття, що робить розбивання численних відморозків на асфальті надзвичайно приємним та веселим заняттям». Ден Чапіні з GameSpot також похвалив за вдалу реалізацію бойових механік, добротну анімацію і звукові ефекти. Ґреґ Мілер з IGN, хоч і похвалив загальну бойову механіку, все ж розкритикував занадто часті рандомні бійки: «Мені дуже подобаються бої в Yakuza 3, але вони починають набридати, коли вам вдесяте за останні п'ять хвилин кидає виклик якийсь хлоп на вулиці». Його підтримав Крістіан Рід з Eurogamer: «Проблема не стільки в самих боях, скільки в тому, що Yakuza 3 не знає, коли залишити вас у спокої. Випадкові сутички, коли ви намагаєтеся дістатися з пункту А в пункт Б, стомлюють, і якби була можливість їх вимкнути, гра була б більш приємною для проходження в цілому.»
Сценарій гри рецензенти оцінили загалом схвально, характеризуючи його як «чудову історію», «вмілу розповідь» і «крутий сюжет», поскаржившись на те, що англомовна локалізація вирізала чималий кусень побічного контенту гри.

### Продажі
За перший місяць після релізу Yakuza 3 три тижні поспіль потрапляла в десятку найкращих за версією японського рейтингу Media Create. Гра дебютувала на першому місці в свій перший тиждень, продавши понад 370 000 копій. У третій тиждень після релізу вона перетнула позначку в півмільйона проданих копій, що зробило її однією з найбільш продаваних ігор для PS3 того часу. У березні 2009 Sega також повідомили, що серія Yakuza в цілому перевищила позначку в 3,2 млн проданих копій у всьому світі.

## Ремастер

Фізичне видання The Yakuza Remastered Collection

Yakuza 3 Remastered вийшла 9 серпня 2018 року в Японії, тоді як західна версія вийшла в цифровому форматі трохи більше ніж через рік, 20 серпня 2019 року. Вона доступна у складі збірки The Yakuza Remastered Collection, що містить ремастери Yakuza 3, 4 і 5, останні дві з яких випустити у жовтні 2019 року та лютому 2020 року відповідно. Трилогія також була доступна у вигляді обмеженого фізичного бокс-сету, випущеного 11 лютого 2020 року, та для ПК через Steam і Xbox One з 28 січня 2021 року.
Ремастерована версія має низку відмінностей від оригіналу: роздільна здатність картинки стала 1080p при 60 кадрах на секунду, хоча стандартна PS4 обрізає вікно до 1850x1040p, як і на інших іграх серії, що використовують рушій Dragon Engine; міні-гра Answer x Answer, яка раніше була вирізана із західного релізу PS3 і ґрунтувалася на цікавинках, характерних для Японії 00-х років, була повністю вилучена з усіх територіальних версій; також було вилучено один побічний квест, який вважався трансфобним; персонажки-хостес були замінені через те, що закінчився термін дії угод про схожість з їхніми реальними прототипами.
Західна версія також має певні покращення порівняно з оригінальною. А саме: окрім контенту, вилученого з усіх версій ремастера Yakuza 3, було відновлено значну кількість побічних квестів вилучених з локалізованої в 2010 році версії; майже всю англомовну локалізацію перекладено заново та приведено у відповідність з професійними локалізаційними нормами (перейменованим локалізаторами персонажам повернено їх справжні імена; ввічливі звертання, що характерні для японського спілкування, тепер існують в англомовному варіанті та ін.); додано автентичні для серії шрифти.